# Ben Kerfoot
Ben Kerfoot, nome d'arte di Ben Jonathan Kerfoot (Godalming, 5 agosto 1992), è un attore britannico noto soprattutto per aver interpretato il ruolo di Oscar Cole nella serie televisiva M.I. High - Scuola di spie.

## Filmografia

### Cinema
- The Falling, regia di Carol Morley (2014)

### Televisione
- POV: Emotional Literacy Dramas – serie TV, episodio 1x01 (2004)
- The Secret of Eel Island – serie TV, episodi 1x03-2x03-2x13 (2005-2006)
- Living It – serie TV, episodio 2x07 (2006)
- Casualty – serie TV, episodio 23x42 (2009)
- M.I. High - Scuola di spie (M.I.High) – serie TV, 39 episodi (2009-2011)
- Dixi – serie TV, 22 episodi (2015)

### Cortometraggi
- Fear Not, regia di Jody Lee (2013)
- The Substitute, regia di Nathan Hughes-Berry (2015)
- Les exilés, regia di Rinatu Frassati (2015)
- Nocturne, regia di Nathan Satin Silver (2017)
- Grey Scale, regia di Tanya Kneale (2018)
- Woman in Stall, regia di Dusty Mancinelli e Madeleine Sims-Fewer (2018)
- Beasts, regia di Sye Allen (2019)

## Riconoscimenti
British Horror Film Festival
- 2015 – Haunted Award al miglior attore non protagonista per The Substitute